# Glenea voluptuosa
Glenea voluptuosa é uma espécie de escaravelho da família Cerambycidae. Foi descrita por James Thomson em 1860.

## Subespécie
- Glenea voluptuosa thetis J. Thomson, 1879
- Glenea voluptuosa voluptuosa Thomson, 1860